# Zwack

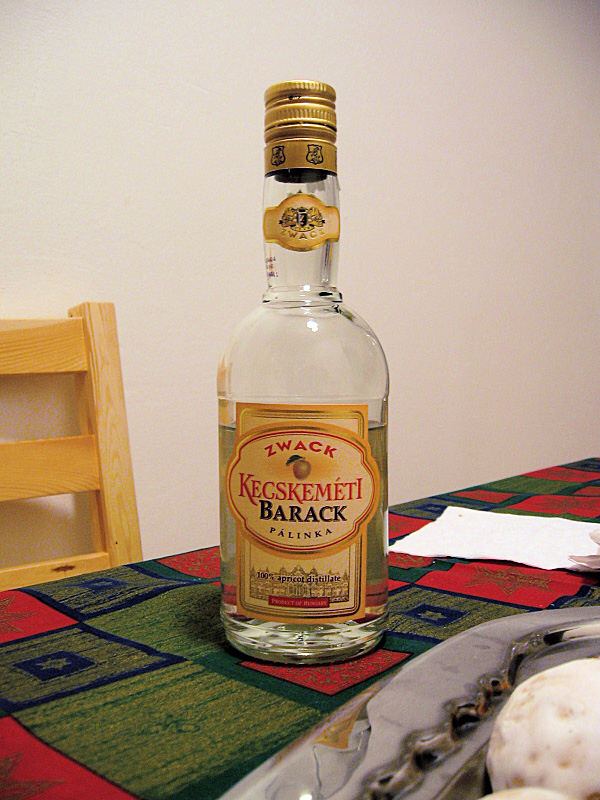
Pálinka morelowa

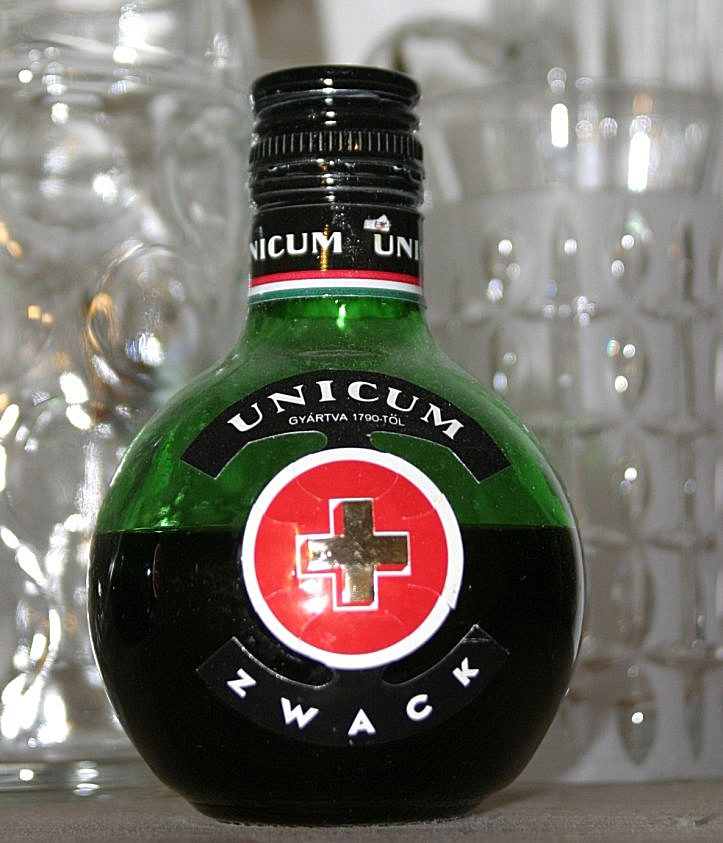
Unicum w charakterystycznej butelce

Zwack jest to węgierska firma produkująca tradycyjne węgierskie likiery, a także wina. Firma została założona w 1790 roku przez Józsefa Zwacka. 
Najbardziej rozpowszechnionym oraz rozpoznawalnym produktem firmy jest korzenny likier Unicum, eksportowany do ponad 40 krajów na całym świecie. Firma produkuje także różne rodzaje pálinki (węgierskie wódki owocowe) a także wiele rodzajów wina, w tym także pochodzącego z winnic tokajskich.
Głównymi towarami eksportowymi firmy jest Unicum oraz różne rodzaje wódki w tym m.in. pálinka gruszkowa, pomarańczowa czy morelowa, a także koszerna pálinka śliwkowa.